# Цинциннатес (Нью-Йорк)
Цинциннатес (англ. Cincinnatus) — місто (англ. town) в США, в окрузі Кортленд штату Нью-Йорк. Населення — 902 особи (2020).

## Демографія
Згідно з переписом 2010 року, у місті мешкало 1056 осіб у 418 домогосподарствах у складі 272 родин. Було 503 помешкання
Расовий склад населення:
| - 96,9 % — білих - 0,5 % — корінних американців - 0,5 % — чорних або афроамериканців - 0,5 % — азіатів |

До двох чи більше рас належало 0,8 %. Частка іспаномовних становила 2,0 % від усіх жителів.
За віковим діапазоном населення розподілялося таким чином: 25,9 % — особи молодші 18 років, 56,8 % — особи у віці 18—64 років, 17,3 % — особи у віці 65 років та старші. Медіана віку мешканця становила 41,5 року. На 100 осіб жіночої статі у місті припадало 98,9 чоловіків;  на 100 жінок у віці від 18 років та старших — 94,3 чоловіків також старших 18 років.
Середній дохід на одне домашнє господарство  становив 55 216 доларів США (медіана — 44 886), а середній дохід на одну сім'ю — 63 571 долар (медіана — 59 375). Медіана доходів становила 41 310 доларів для чоловіків та 31 351 долар для жінок. За межею бідності перебувало 14,8 % осіб, у тому числі 17,5 % дітей у віці до 18 років та 18,6 % осіб у віці 65 років та старших.
Цивільне працевлаштоване населення становило 389 осіб. Основні галузі зайнятості: освіта, охорона здоров'я та соціальна допомога — 25,2 %, будівництво — 16,7 %, роздрібна торгівля — 12,3 %, мистецтво, розваги та відпочинок — 10,8 %.